# 刘淑莹
刘淑莹（1943年1月—2023年11月22日），女，汉族，黑龙江哈尔滨人，中华人民共和国化学家，曾任九三学社吉林省委副主委、吉林省人大常委会委员，第十一届全国政协委员。

## 生平
2008年，当选第十一届全国政协常务委员，代表九三学社，分入第十二组。